# Medea Dsidsiguri

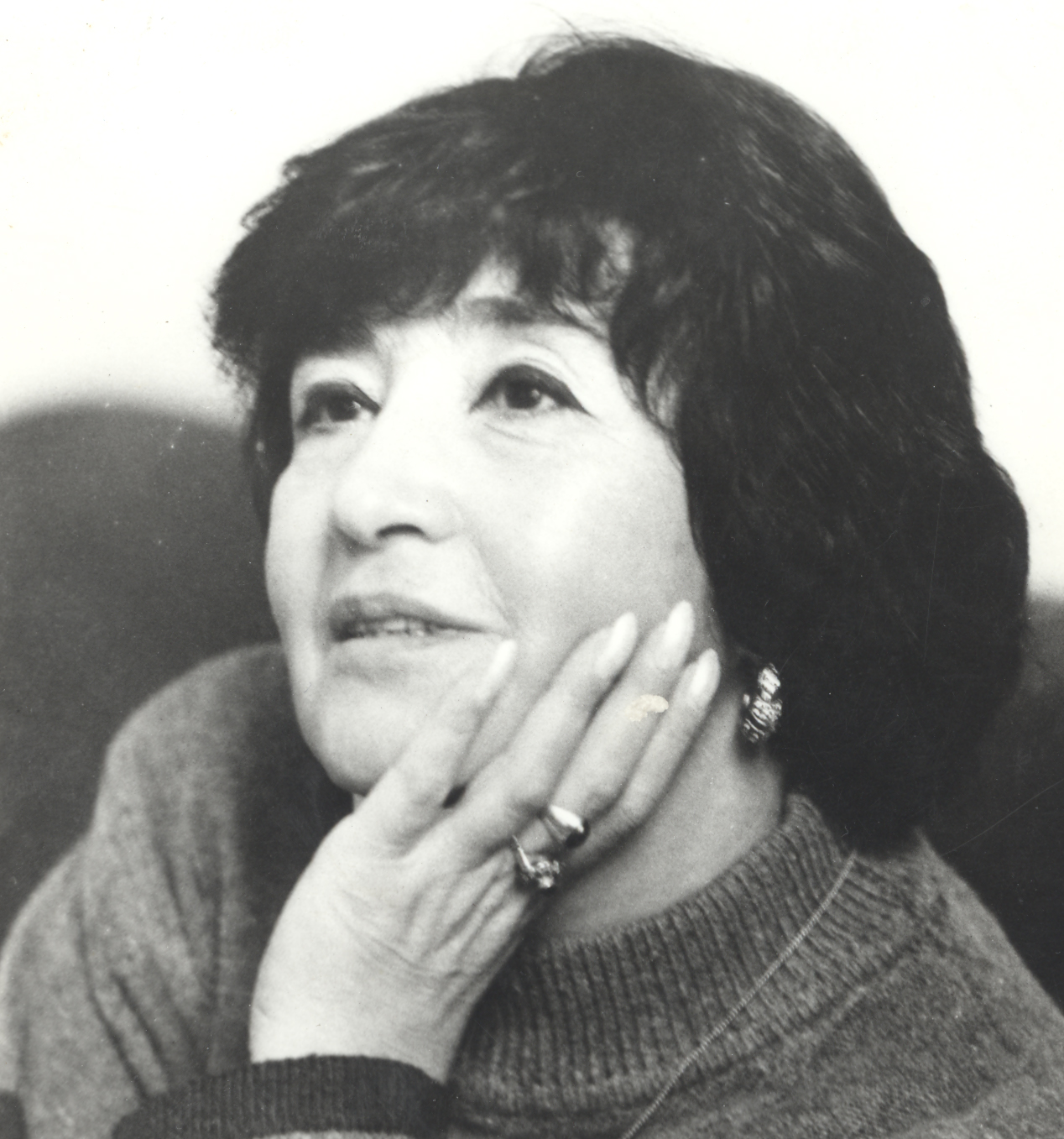
Medea Dsidsiguri

Medea Dsidsiguri (georgisch მედეა ძიძიგური; geb. 24. Februar 1942 in Tiflis; gest. 6. November 1999 ebenda) war eine georgische Volkskünstlerin, Sängerin und Interpretin georgischer und russischer Romanzen und Popsongs.

## Leben
Dsidsiguri wurde 1942 als Tochter des Journalisten Akaki Dsidsiguri und dessen Ehefrau Irina Schgenti, einer Professorin am Staatlichen Institut für Fremdsprachen in Tiflis, geboren. Der Vater war stellvertretender Kulturminister Georgiens, Chefredakteur der Zeitschrift „Droscha“ (georgisch დროშა, Flagge) und Leiter der Nationalbibliothek Georgiens. 
Im Alter von 18 Jahren heiratete Medea den Kunsthistoriker Giwi Barataschwili. Die Ehe endete mit einer Scheidung. Ihr Sohn, Bidsina Barataschwili, ist Kunstkritiker und Journalist.